# Frullania ericoides
Frullania ericoides là một loài rêu tản trong họ Jubulaceae. Loài này được (Nees ex Mart.) Mont. miêu tả khoa học lần đầu tiên năm 1839.